# محمية بئر عياد
محمية بئر عياد هي محمية تابعة لليبيا فيها زراعات زيتونية  في بلدية باطن الجبل
وتغطي مساحة 20 كيلومترا مربعا